# Karmen Bruus
Karmen Bruus (* 24. Januar 2005 in Tabivere) ist eine estnische Leichtathletin, die sich auf den Hochsprung spezialisiert hat und aktuell Inhaberin des Landesrekordes ist.

## Sportliche Laufbahn
Erste internationale Erfahrungen sammelte Karmen Bruus im Jahr 2021, als sie bei den U20-Europameisterschaften in Tallinn mit übersprungenen 1,74 m in der Qualifikationsrunde ausschied. Im Jahr darauf stellte sie in der Halle mit 1,91 m einen neuen U20-Landesrekord auf und Anfang Juli belegte sie bei den U18-Europameisterschaften in Jerusalem mit 1,75 m den siebten Platz. Anschließend startete sie bei den Weltmeisterschaften in Eugene und erreichte dort das Finale, in dem sie die U18-Weltbestleistung von 1,96 m egalisierte und damit den siebten Platz belegte. Zudem egalisierte sie damit auch den estnischen Landesrekord von Anna Iljuštšenko aus dem Jahr 2011. Im August siegte sie bei den U20-Weltmeisterschaften in Cali mit einem Sprung über 1,95 m und verpasste dann bei den Europameisterschaften in München mit 1,83 m den Finaleinzug. 2023 verpasste sie bei den Halleneuropameisterschaften in Istanbul mit Saisonbestleistung von 1,87 m den Finaleinzug. Im Jahr darauf gewann sie bei den U20-Weltmeisterschaften in Lima mit 1,89 m die Bronzemedaille und 2025 gelangte sie bei den World University Games in Bochum mit 1,76 m auf den elften Platz.
2022 wurde Bruus estnische Meisterin im Hochsprung im Freien und in der Halle.